# Wilhelm von Lympius
Julius Wilhelm Otto von Lympius (* 25. September 1870 in Magdeburg; † 29. April 1934 in Berlin-Nikolassee) war ein deutscher Verwaltungsbeamter und Richter.

## Leben
Wilhelm von Lympius studierte Rechtswissenschaften an der Georg-August-Universität Göttingen. 1889 wurde er Mitglied des Corps Saxonia Göttingen. 1891 bestand er das Gerichtsreferendar-Examen. Nach dem Gerichtsreferendariat trat er 1894 als Regierungsreferendar in den preußischen Staatsdienst ein. 1897 bestand er das Regierungsassessor-Examen und kam als Hilfsarbeiter zum Landratsamt Sorau. 1900 wechselte er zum Oberpräsidium der Provinz Sachsen. 
Von 1904 bis 1917 war der Protestant von Lympius Landrat des weit überwiegend katholischen Landkreises Lingen. 1917 wechselte er als Landrat in den Landkreis Görlitz. Als Landrat machte er sich einen Namen durch den Einsatz für den Straßenbau und die Errichtung einer Kreissparkasse. Ende des Jahres 1924 wurde er als Oberverwaltungsgerichtsrat an das Preußische Oberverwaltungsgericht in Berlin-Charlottenburg berufen.
Am 12. Juni 1906 heiratete er in Frankfurt (Oder) Yelka Ilsabe Anna Dorothea von Arnim (* 3. Februar 1888 in Ludwigslust; † 21. Mai 1964 in Gütersloh).